# Yothu Yindi
Gli Yothu Yindi sono un gruppo musicale australiano di musica etnica, in particolare aborigena e balanda formato nel 1986.

## Storia
Il gruppo proviene dalla tribù Yolngu, aborigeni australiani residenti nel nord-est della terra di Arnhem, nel Territorio del Nord. Lo stile del gruppo è contaminato dal pop e dal rock ed utilizza strumenti classici (chitarra, batteria) e strumenti tradizionali (yidaki, bilma). Il singolo più famoso della band è Treaty (1991), contenuto nell'album Tribal Voice. 
Nel 2012 sono stati inseriti nella ARIA Hall of fame.

## Discografia parziale

### Album
- 1988 - Homeland Movement
- 1991 - Tribal Voice
- 1993 - Freedom
- 1996 - Birrkuta - Wild Honey
- 1998 - One Blood
- 2000 - Garma